# Scientologie

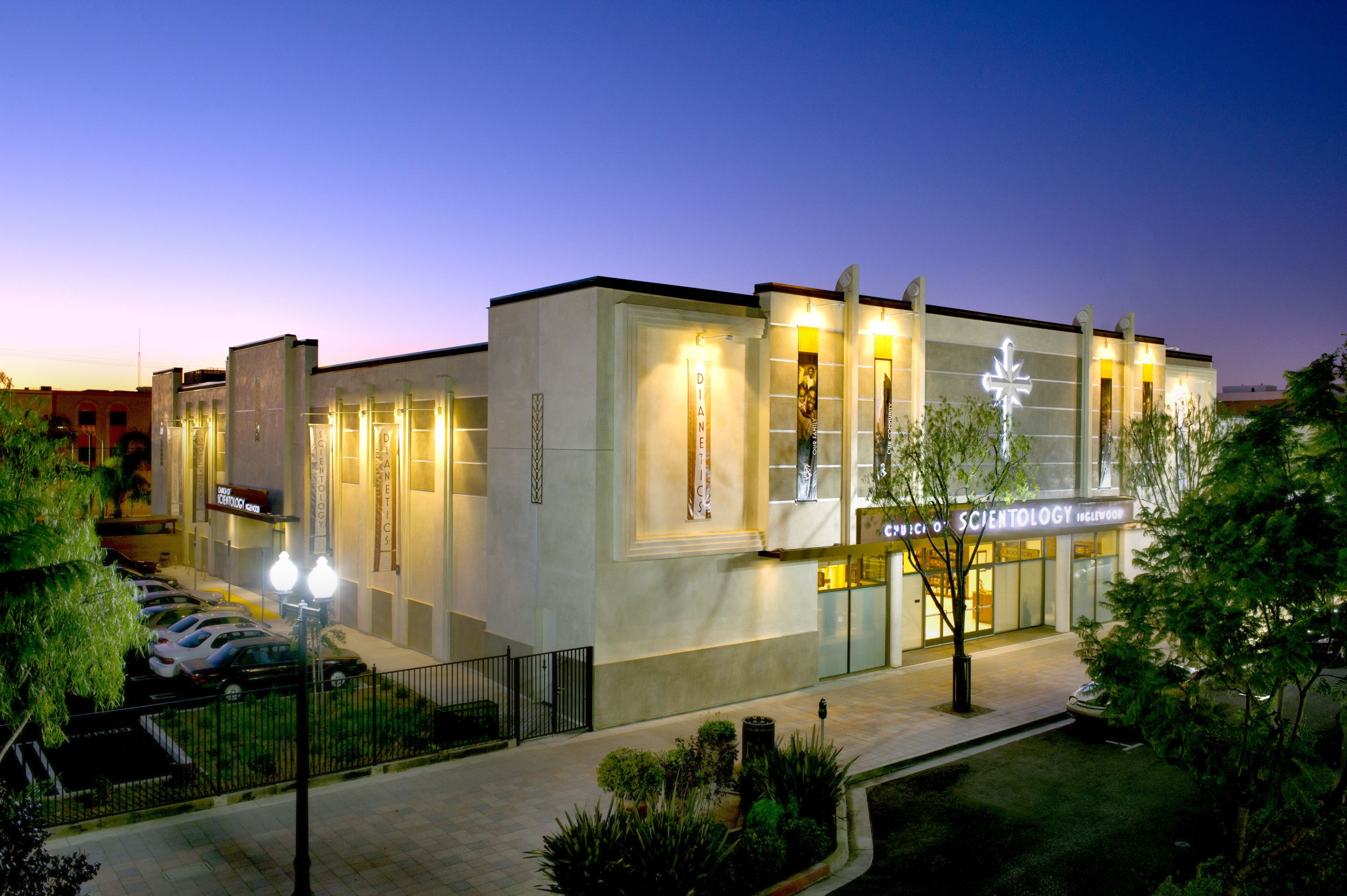
Biserică scientologică

Scientologia este un cult religios ezoteric controversat, creat în 1952 de scriitorul american de literatură științifico-fantastică L. Ron Hubbard (1911–1986) ca o continuare a dianeticii, creată tot de el. Este inclus în categoria reliigilor OZN, uneori numit „sectă”.
Sediul organizației este la Los Angeles.

## Doctrina
Scientologia susține că practicile și credințele sale se bazează pe cercetarea științifică.
În realitate, este vorba despre o combinație dintre filozofia orientală și cercetările personale ale lui Hubbard efectuate în mai multe domenii și informațiile revelate în urma „audierilor”.
„Audierea” este examinarea vieții prezente sau a „vieții anterioare” a membrilor grupării religioase.

## Membri
Organizația nu publică date oficiale globale referitoare la numărul membrilor. Reprezentanții organizației dau uneori cifre pe țară, uneori fac estimări globale (de ordinul milioanelor). Organizația îi consideră membri pe toți cei care au participat vreodată la cursuri organizate de ea.
Surse independente consideră că numărul total al membrilor este probabil undeva între câteva zeci de mii și 100.000.

### Membri celebri
- Tom Cruise,
- John Travolta
- Anne Archer
- Jenna Elfman
- Kirstie Alley
- Chick Corea
- Priscilla Presley
- Nancy Cartwright
- Laura Prepon
- Mihai Bendea